# سرعین الفوقا
سرعین الفوقا (به عربی: سرعين الفوقا) یک منطقهٔ مسکونی در لبنان است که در ریاق، لبنان واقع شده‌است.